# Horní Smržov
Horní Smržov település Csehországban, a Blanskói járásban. Horní Smržov Deštná, Velké Opatovice, Želivsko, Letovice, Roubanina és Slatina településekkel határos. Lakosainak száma 132 fő (2024. január 1.).

## Népesség
A település lakosságának változását az alábbi diagram mutatja:
| Lakosok száma | 177  | 168  | 192  | 105  | 115  | 137  | 138  | 136  | 124  | 132  |
|               | 1869 | 1890 | 1921 | 1950 | 1980 | 2001 | 2017 | 2019 | 2022 | 2024 |